# Districte de Mollendo
El Districte peruà de Mollendo és un dels 7 districtes que conformen la Província d'Islay, al Departament d'Arequipa, Perú.